# ŽRK Zaječar
Le ŽRK Zaječar est un club serbe de handball féminin basé à Zaječar.  Il a été fondé en 1949.

## Palmarès
- Champion de Serbie en 2010, 2011, 2012 et 2013
- Vainqueur de la Coupe de Serbie en 2010, 2011, 2012 et 2013